# Lijst van voetbalinterlands Chili - Wales
Deze lijst van voetbalinterlands is een overzicht van alle officiële voetbalwedstrijden tussen de nationale teams van Chili en Wales. De landen speelden tot op heden een keer tegen elkaar: een vriendschappelijke wedstrijd die werd gespeeld op 22 mei 1966 in Santiago.

## Wedstrijden
| № | Plaats   | Datum       | Competitie        | Wedstrijd     | Uitslag |
| - | -------- | ----------- | ----------------- | ------------- | ------- |
| 1 | Santiago | 22 mei 1966 | Vriendschappelijk | Chili – Wales | 2 – 0   |

## Samenvatting
| Competitie        | Totaal gespeeld | Winst Chili | Gelijk | Winst Wales | Doelsaldo Chili – Wales |
| ----------------- | --------------- | ----------- | ------ | ----------- | ----------------------- |
| Vriendschappelijk | 1               | 1           | 0      | 0           | 2 − 0                   |
| Totaal            | 1               | 1           | 0      | 0           | 2 − 0                   |

Wedstrijden bepaald door strafschoppen worden, in lijn met de FIFA, als een gelijkspel gerekend.

## Details

### Eerste ontmoeting
| Vriendschappelijk (Santiago, Chili, 22 mei 1966): |              | |
| Chili | 2 – 0        | Wales |
| Rubén Marcos 9' Armando Tobar 51' | goals        | |
| Luis Alamos | bondscoach   | David Lloyd Bowen |
| Adán Godoy Luis Eyzaguirre Humberto Cruz Elías Figueroa Hugo Villanueva Guillermo Yávar Rubén Marcos Pedro Araya ??' Armando Tobar ??' Alberto Fouilloux Leonel Sánchez | opstellingen | Tony Millington Peter Rodrigues Graham Williams Terry Hennessey ??' Glyn James Barrie Hole Ron Rees Graham Moore Ron Davies Ivor Allchurch ??' Keith Pring |
| Francisco Valdés ??' Orlando Ramírez ??' | wissels      | ??' Wyn Davies ??' Frank Rankmore |
| - Debuut van Frank Rankmore (Peterborough United) voor Wales. |              | |